# سانا جيرفي
سانا جيرفي هي بحيرة متوسطة الحجم تقع في فنلندا. وهي تقع في بتبودس في فنلندا الوسطى حيث تنتمي إلى منطقة مستجمعات المياه الرئيسية كيميجوكي.